# Eliseo Martin
Eliseo Martin, född den 5 november 1973, är en spansk friidrottare som tävlar i hinderlöpning.
Martin deltog vid VM i Sevilla 1999 där han tog sig vidare till finalen och slutade på en sjätte plats på tiden 8.16,09. Samma placering nådde han vid Olympiska sommarspelen 2000 i Sydney.
Hans främsta merit är från VM i Paris 2003 där han slutade trea på tiden 8.09,09. Efter bronsmedaljen slutade han på nionde plats vid Olympiska sommarspelen 2004 och sjua vid VM i Osaka 2007.
Hans deltog även vid Olympiska sommarspelen 2008 men blev utslagen redan i försöken.